# NGC 3069
NGC 3069 é uma galáxia espiral (S?) localizada na direcção da constelação de Leo. Possui uma declinação de +10° 25' 58" e uma ascensão recta de 9 horas, 57 minutos e 56,7 segundos.